# Guillaume de la Sudrie
Guillaume de la Sudrie, noto anche come Guillaume Sudre (Laguenne, 1300/1310 – Avignone, 28 settembre 1373), è stato un cardinale e vescovo cattolico francese.

## Biografia
Guillaume Sudre era un frate predicatore a Brive. Nel 1348 fu padre provinciale a Tolosa. Dal 1350 il papa lo chiamò ad Avignone per dirigere le scuole del Palazzo apostolico. Papa Innocenzo VI lo nominò vescovo di Marsiglia con bolla del 3 agosto 1361.
Il primo atto che compì come vescovo di Marsiglia fu, il 22 maggio 1362, la consacrazione di tre badesse dei conventi di Saint-Sauveur, Saint-Pons e Sion. Nel 1364 egli affidò per due anni la direzione delle scuole della città di Marsiglia ad un baccelliere della diocesi di Chartres.
Nel mese di maggio 1365 prese parte ad Apt al concilio provinciale che si prodigò di rimettere in vigore le decisioni prese nei due concili tenutisi nell'abbazia di Saint Ruf d'Avignon.
Il 4 giugno 1365 presenziò ad Arles all'incoronazione dell'imperatore Carlo IV.
Nell'ottobre dello stesso anno ricevette papa Urbano V, che venne a Marsiglia ad inaugurare i nuovi edifici che egli aveva fatto erigere nell'Abbazia di San Vittore a Marsiglia.
Le sue cure per il rinnovo spirituale non gl'impedirono di far fronte alle esigenze temporali: egli fece realizzare opere difensive per resistere alle eventuali incursioni delle bande armate chiamate Grandi compagnie. A tale scopo fece erigere muraglie e fortificazioni nelle quali vennero poste guarnigioni a difesa.
Il 18 settembre 1366 papa Urbano V lo creò cardinale con il titolo di Cardinale presbitero dei Santi Giovanni e Paolo e quindi dovette lasciare Marsiglia per Avignone.
Nel 1367 egli accompagnò il papa in Italia. e optò per le sedi vescovili di Velletri e Ostia.
Nel 1369 ricevette la professione di fede di Giovanni V Paleologo, imperatore bizantino.
Rientrato in Francia nel 1370 insieme a papa Urbano V, partecipò al conclave del 1370 che elesse papa Gregorio XI. Morì ad Avignone il 28 settembre 1373 e la sua salma venne inumata nella chiesa avignonese dei domenicani.

## Successione apostolica
La successione apostolica è:
- Vescovo Stanislas de Gulczewo (1368)